# ジョエル・カストロ・ペレイラ
ジョエル・ディニス・カストロ・ペレイラ（Joel Dinis Castro Pereira、1996年6月28日 - ）は、スイス・ヌーシャテル州ル・ロックル出身のプロサッカー選手。RKCヴァールヴァイク所属。ポジションはGK。

## 経歴

### クラブ
ヌーシャテル・ザマックスのユースチームでプレーを始め、2012年にマンチェスター・ユナイテッドFCのユースチームに移籍。レギュラーとして2014–15シーズンのU-21プレミアリーグ優勝に貢献した。
2016年2月のUEFAヨーロッパリーグ・FCミッティラン戦で初めてトップチームのベンチに入った。2017年1月のFAカップ・ウィガン・アスレティックFC戦で途中出場しトップチームデビュー。5月のプレミアリーグ・クリスタル・パレスFC戦ではスタメン出場した。
2019年8月13日、ハート・オブ・ミドロシアンFCへレンタル移籍。
2020年8月29日、ハダースフィールド・タウンFCへレンタル移籍。
2021年7月5日、RKCヴァールヴァイクに移籍。

### 代表
当初は出生地であるスイス代表に選出されていたが、後にポルトガル代表に変更した。2016年にはリオオリンピックに参加したが、試合には出場しなかった。2017年5月、UEFA U-21欧州選手権2017参加メンバーに選出された。